# インテック・レコーズ
インテック・レコーズ(INTEC Records)は、イギリスのレコードレーベル。主にDJユースなフロア向けのテクノをリリースしている。

## 沿革
1999年、カール・コックスとDJ C1により設立。当初はハード・テクノを基調としたリリースが多かったが、2000年代中盤以降はエレクトロやニュー・ウェイヴの色が強く反映された作品が多くリリースされるようになった。設立から今日に至るまでリリースされた作品の多くが世界中のクラブでヘビープレイされている。
また、日本からは札幌在住のクリエイターでありDJであるヒロキ・エサシカがリリースしている。

## サブレーベル
2006年5月にサブレーベルとしてINTEC ROCKから第一弾のリリースがあり、それ以降もリリースされている。

## 主要アーティスト
- カール・コックス
- ブライアン・ゼンツ
- ディートロン
- マルコ・ベイリー
- オキシア
- レナート・コーエン
- セバスチャン・レジャー
- バレンチノ・カンジャーニ
- ヒロキ・エサシカ